# 床單

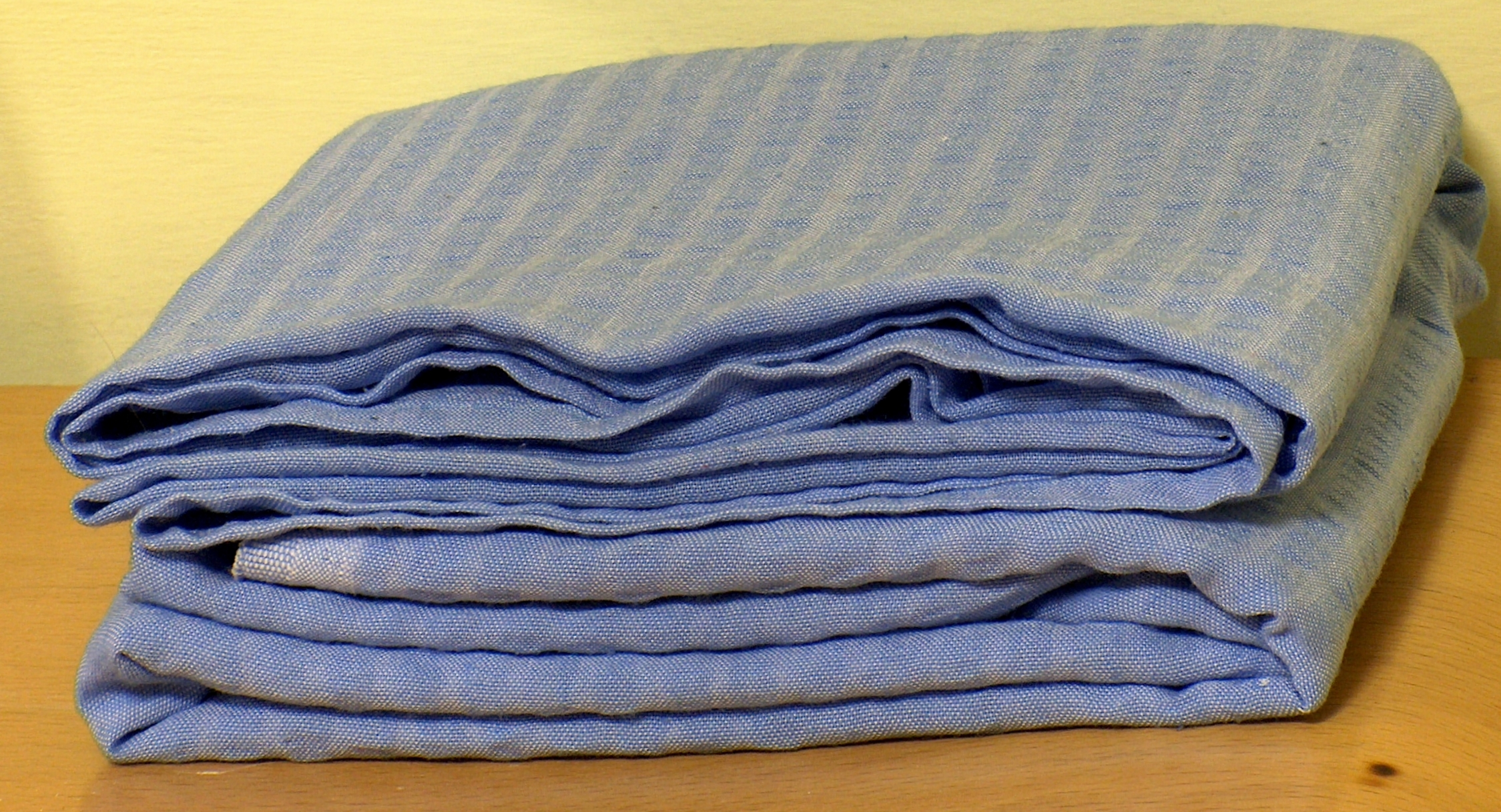
一张蓝色床单

床单是一種床上用品，它是一块长方形的布，一般鋪在床墊上，人在睡覺時就躺在床單上。床單的长度和宽度是按照床的尺寸而定。床單根據材料的不同可以分為纯棉和混纺两类。